# Аксел Сандемусе
Аксел Сандемусе (на немски: Aksel Sandemose) е датски журналист и писател на произведения в жанра драма, сатира и мемоари.

## Биография и творчество
Аксел Сандемусе, с родж. име Аксел Нилсен, е роден на 19 март 1899 г. в Никьобинг Морс, остров Морс, Дания, в семейството на собственика на фабрика Йорген Нилсен и Амали Якобсдатър. Той е второто най-малко от девет деца в семейството.
На седемнадесет години заминава за Норвегия. Работи като моряк и дървосекач в Нюфаундленд, където се сблъсква с мизерия и насилие. В периода 1915 – 1916 г. преминава шестмесечно обучение в учителски колеж. През 1916 г. работи като учител в Никобинг, а през 1917 г. като учител в Глингоре, в Дания.
Майка му е родом от село Сандемусе, Норвегия, и той променя фамилното си име на Сандемусе през 1921 г.
Първият му роман „Fortællinger fra Labrador“ е издаден през 1923 г., и е полубиографична история за приключенията му в Нюфаундленд. През 1930 г. се премества в Норвегия и живее в Несоден, южно от Осло. Считан за негово най-забележителното му произведение, сатиричният му роман „En flyktning krysser sitt spor“ (Бежанец пресича пътя му) е издаден през 1933 г. Чрез него въвежда концепцията за „Закона на Янте“, който обобщава на десет културни правила, които описват модела на групово поведение към индивидите, общ за северните страни, според който личната амбиция и самоопределение е нещо недостойно и неподходящо.
През май 1930 г. Аксел със съпругата си, сина си и две дъщери близнаци се премества в Осло и живее там до 1941 г. След нацистката германска окупация на Норвегия по време на Втората световна война, бяга в Швеция поради връзка си с норвежкото съпротивително движение. След освобождението на Норвегия той се връща и се установява в Сьонделед.
Докато е в Швеция публикува един от най-значимите си романи „Det svundne er en drøm“ (Миналото е мечта). Други негови известни успешни творби са „Върколак“ от 1958 г. и мемоарите му „Murene rundt Jeriko“ (Стени около Йерихон) от 1960 г.
Освен като писател пише и като журналист, като в продължение на няколко години е колумнист в седмичното списание „Aktuell“. През 1959 г. получава наградата „Доблуг“ на Шведската академия.
През 1921 г. се жени за Дагмар Дитлевсен, с която се развеждат през 1944 г. Имат три деца – близначките Хеда и Ева, и син – Бярне. През 1944 г. се жени за Ева Борген, с която живее до смъртта ѝ през 1959 г. Имат две деца – близнаците Еспен и Йорген. През 1962 г. се жени за актрисата Хане Холбек.
Аксел Сандемусе умира на 6 август 1965 г. в Копенхаген. Погребан е в грабището „Вестре“ край Осло.

## Произведения
- Fortællinger fra Labrador (1923)
- Ungdomssynd (1924)
- Mænd fra Atlanten (1924)
- Storme ved jævndøgn (1924)
- Klabavtermanden (1927)
- Ross Dane (1928)
- En sjømann går i land (1931)
- Klabautermannen (1932)
- En flyktning krysser sitt spor (1933)
- Vi pynter oss med horn (1936)
- September (1939)
- Tjærehandleren (1945)
- Det svundne er en drøm (1946)
- Alice Atkinson og hennes elskere (1949)
- En palmegrønn øy (1950)
- Varulven (1958)
Върколакът, изд.: „Народна култура“, София (1984), прев. Георги Виячев
- Murene rundt Jeriko (1960)
- Felicias bryllup (1961)
- Mytteriet på barken Zuidersee (1963)

### Екранизации
- 1969 Klabautermannen
- 1971 Tjærehandleren
- 1999 Misery Harbour